# Orde van gewoon landkaartmos
De orde van gewoon landkaartmos (Rhizocarpetalia geographici) is een orde uit de klasse van bisschopsmutsen en landkaartmossen (Racomitrio-Rhizocarpetea).

## Naamgeving en codering
| Rhizocarpetalia Klem. 1949 |

- Syntaxoncode voor Nederland (rVvN): r50B

De wetenschappelijke naam Rhizocarpetalia geographici is afgeleid van de botanische naam van gewoon landkaartmos (Rhizocarpon geographicum); deze soort geldt als kensoort voor de orde.

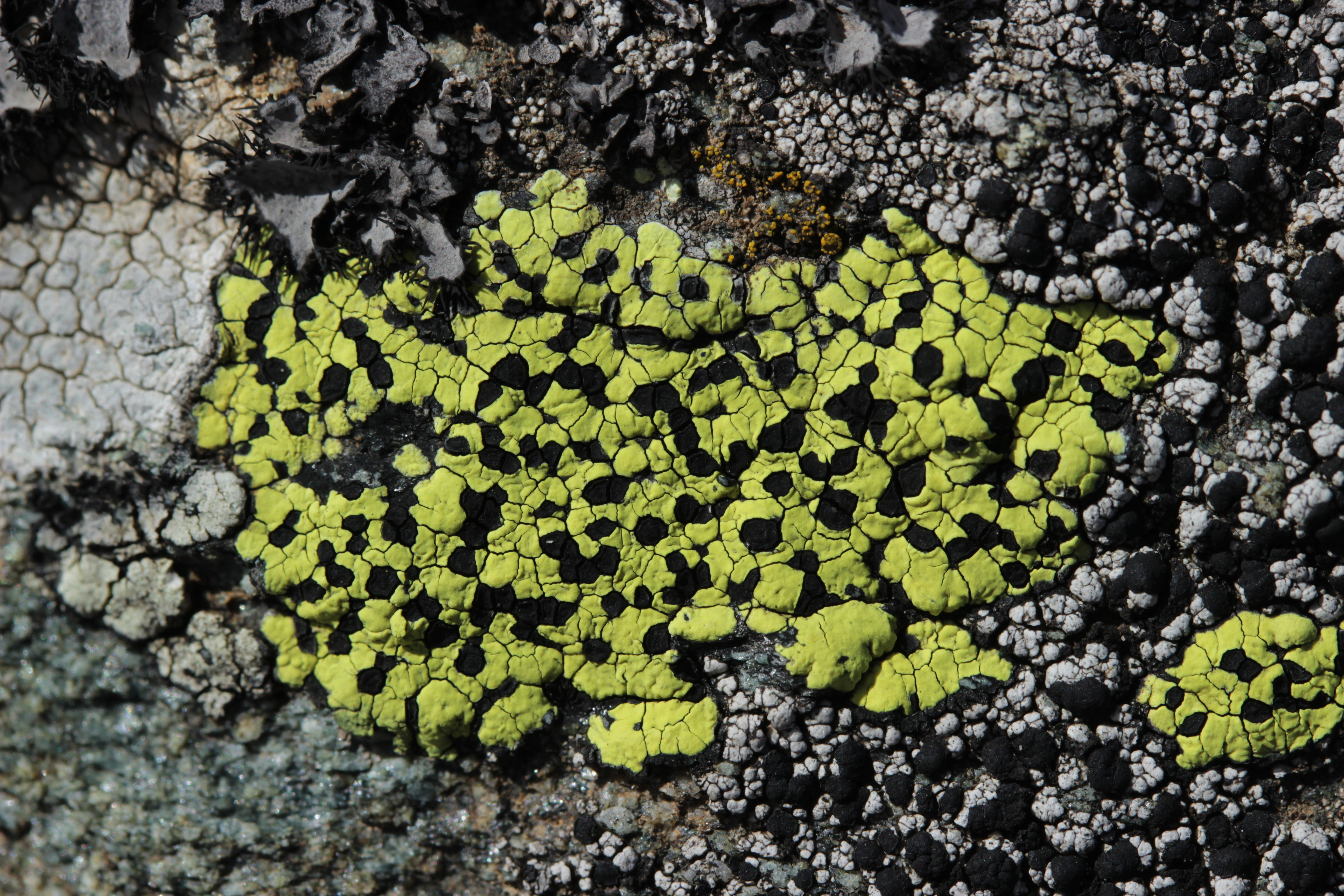
Gewoon landkaartmos

## Onderliggende syntaxa in Nederland
De orde van gewoon landkaartmos wordt in Nederland vertegenwoordigd door slechts één verbond met twee onderliggende associaties.
- - granietschildmos-verbond (Xanthoparmelion conspersae)
    - granietschildmos-associatie (Xanthoparmelietum conspersae)
    - associatie van gewoon kusttakmos (Ramalinetum siliquosae)

## Fotogalerij

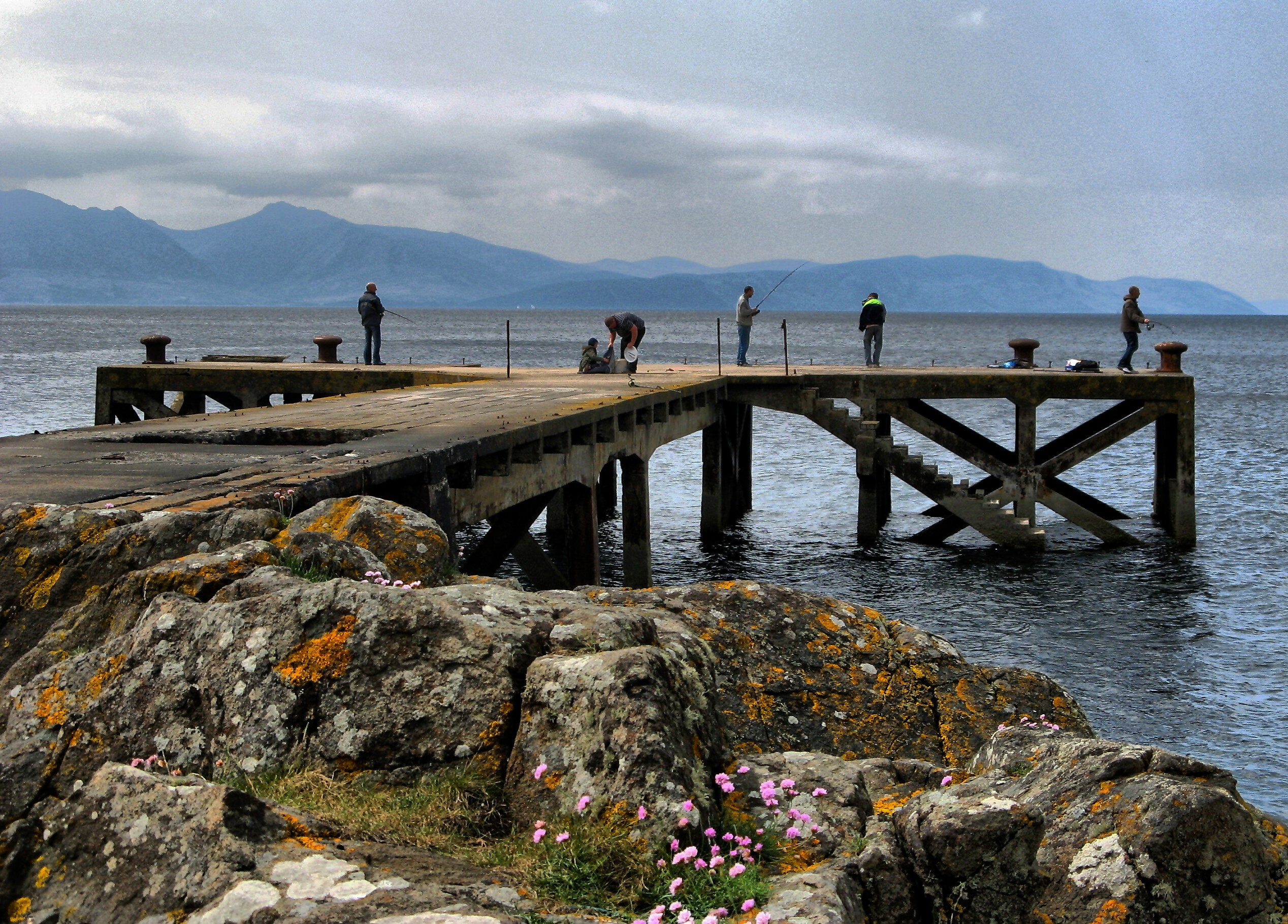
Rotsvegetatie van de associatie van gewoon kusttakmos